# Andreas Söderström
Andreas Emanuel Söderström, född 26 mars 1887 i Hedemora landsförsamling (flyttade 1890 till Dala Husby) i Kopparbergs län, död 28 mars 1936 i Hedemora stadsförsamling, var en svensk målare, tecknare och träsnidare.
Han var son till smeden Anders Söderström och Johanna Johansdotter samt bror till Werner Söderström. Han utbildade sig först till yrkesmålare och lämnade aldrig helt detta yrke utan drev sin konstnärliga verksamhet på sin fritid. Söderström studerade vid Kungliga konsthögskolan 1909–1913. Separat ställde han ut i Hedemora och han medverkade i samlingsutställningar med Sveriges allmänna konstförening. Hans konst består av porträtt, landskap och stilleben utförda i olja, pastell samt kolteckningar. Hans träsnideri består av mindre statyetter med djurmotiv.